# IPhone 12
iPhone 12 a iPhone 12 Mini (stylizováno jako iPhone 12 mini) jsou chytré mobilní telefony vyvinuté a navržené americkou společností Apple. Jsou součástí čtrnácté generace iPhonu, spolu s iPhonem 12 Pro a 12 Pro Max, přičemž nahrazují předchozí generaci – iPhone 11. Mezi hlavní vylepšení oproti iPhonu 11 patří výměna displeje na novější Super Retina XDR OLED, čipset Apple A14 Bionic, podpora 5G sítě a představení nabíjecího mechanismu MagSafe.
Představení iPhonů proběhlo 13. října 2020 společně s iPhonem 12 Pro a 12 Pro Max na tiskové konferenci Apple Special Event v Apple Parku v kalifornském Cupertinu. iPhone 12 a iPhone 12 Mini jsou spolu s iPhonem 12 Pro a 12 Pro Max zároveň prvními modely, které v balení nemají napájecí adaptér ani sluchátka EarPods, jak bylo zvykem u předchozích modelů.
Ve Francii byl až roku 2023 prodej zakázán, protože emituje příliš záření.

## Specifikace

### Hardware
iPhone 12 a iPhone 12 Mini využívají šestijádrový procesor Apple A14 Bionic s 16jádrovým neuronovým enginem nové generace. Oba dva modely mají tři možnosti vnitřního úložiště – 64, 128 a 256 GB. Mají také odolnost proti vodě a prachu IP68 – vodotěsnost do šesti metrů po dobu 30 minut.
U modelů iPhonu 12 byla představena nová možnost bezdrátového nabíjení, MagSafe, která umožňuje připojit nabíjecí k zadní části zařízení pomocí magnetu, díky čemuž se telefon nemůže sám od sebe odpojit. Zařízení také podporují mobilní síť 5G s pomocí modemu společnosti Qualcomm, X55 5G.

#### Displej
iPhone 12 je vybaven 6,1palcovým, 15cm, Super Retina XDR OLED displejem s rozlišením 2532 × 1170 pixelů a hustotou pixelů 460 PPI. iPhone 12 Mini má 5,4palcový, 14cm, displej se stejnou technologií a s rozlišením 2340 × 1080 pixelů a hustotou pixelů 476 PPI. Oba smartphony mají maximální jas 1200 nitů a normální jas 625 nitů.
Telefony také používají vylepšený sklokeramický kryt „Ceramic Shield“, který byl vyvinut společností Corning Inc. ve spolupráci s Applem.

#### Baterie
iPhone 12 má 2 815 mAh baterii, což je mírný pokles oproti 3 110 mAh baterii v iPhonu 11. iPhone 12 Mini má baterii s kapacitou 2 227 mAh.

#### Fotoaparáty
Oba telefony mají dva zadní 12megapixelové fotoaparáty – širokoúhlý a ultraširoký. Širokoúhlý fotoaparát je 26mm s clonou ƒ/1,6, která zachytí o 27 % více světla než clona ƒ/1,8 v iPhonu 11. Ultraširokoúhlý fotoaparát je 13mm s clonou ƒ/2,4. Přední TrueDepth kamera je vybavena 12megapixelovým fotoaparátem s clonou ƒ/2,2. Tento model také přidal noční režim na přední kameru, přičemž zadní kamery už režim podporovaly dříve. Bylo také vylepšeno Smart HDR na Smart HDR 3.

#### Senzory
iPhone 12 a 12 Mini obsahují povětšinou stejné senzory, jaké se nacházely u předchozích modelů iPhone od iPhonu X. Patří mezi ně akcelerometr, gyroskop, barometr, senzor přiblížení, senzor okolního světla a digitální kompas. Zařízení také obsahuje snímač Face ID pro biometrickou autentizaci.

### Software
Oba telefony byly dodávány s iOS 14.

## Design
iPhone 12 a 12 Mini mají první velké přepracováním designu od iPhonu X. Vyznačuje se především rámečkem s plochými hranami, podobně jako u iPhonu 4 a iPhonu 5. Velikost zářezu je podobná jako u předchozích modelů iPhone, navzdory spekulacím o zmenšení šířky. Okraje kolem displeje jsou o 35 % tenčí než u jakéhokoli předchozího modelu. Má také nově s keramicky tvrzené přední sklo, tzv. „Ceramic Shield“, zatímco zadní strana zůstala ze zesíleného skla Dual-Ion Exchange.
20. dubna 2021 na Apple Special Eventu „Spring Loaded“ Apple uvedl novou fialovou barvu, která byla k dispozici 30. dubna. Dohromady je tak iPhone 12 a 12 Mini k dispozici v šesti barevných kombinacích – černé, bílé, červené, pod označením Product Red, zelené, modré a fialové.
| Barva | Název                 |
| ----- | --------------------- |
|       | Černá                 |
|       | Bílá                  |
|       | Modrá                 |
|       | Fialová               |
|       | Zelená                |
|       | Červená (Product Red) |

## Přijetí
iPhone 12 získal převážně pozitivní recenze. Magazín The Verge chválil nový design připomínající iPhone 5, rychlost procesoru A14 Bionic, 5G, přidání OLED displeje a vylepšenou výdrž baterie oproti iPhonu 11. Engadget také kladně zhodnotil iPhone 12, přičemž podotkl bezdrátové nabíjení MagSafe, přepracovaný systém fotoaparátů a výrazně vylepšený displej.
Apple byl však i kritizován za spoléhání na Face ID jako jedinou biometrickou možnost k odemknutí zařízení, zejména kvůli pandemii covidu-19, kvůli které byl problém odemknout telefon s nasazenou rouškou. To Apple vyřešil s příchodem updatu operačního systému iOS 15.4, kdy přidal v nastavení možnost „Face ID s rouškou“, díky které senzory Face ID snímali pouze nezakryté části obličeje.
iPhone 12 Mini získal více smíšených recenzí. Někteří telefon chválili jako nový malý telefon, jiní kritizovali cenu a horší výdrž baterie ve srovnání s iPhonem 12, ačkoli výdrž baterie iPhonu 12 Mini je delší než u iPhonu SE 2. generace.

### Zmenšené balení
Apple odstranil sluchátka EarPods a napájecí adaptér ze všech nových balení iPhonu, včetně iPhonu 12 a iPhonu 12 Pro. Oficiálně se společnost vyjádřila, že odstranění, těchto položek se snížil odpad a zároveň bylo umožněno vyrábět menší balíčky pro iPhony, aby se snížila uhlíková stopa. Balení tak obsahují pouze kabel z USB-C na Lightning, který je nekompatibilní se stávajícími napájecími adaptéry na USB 3.1, které Apple dříve dodával.